# Видекинд III (Витгенщайн)
Видекинд III фон Витгенщайн (на немски: Widekind III Wittgenstein; † сл. 1307) от род Батенберг, е граф на Витгенщайн.

## Произход и управление
Той е син на граф Зигфрид I фон Батенберг и Витгенщайн († 1287) и съпругата му Ида фон Арнсберг-Ритберг († сл. 1289), дъщеря на граф Готфрид II фон Арнсберг († 1282). Внук е по баща на граф Видекинд I фон Батенберг и Витгенщайн († ок. 1237) и Ида фон Рункел. Сестра му Ирмгард († сл. 1323) е абатиса в Есен (1289 – 1298) и абатиса на Херфорд (1306 – 1323).
Видекинд III управлява от замък Витгенщайн над град Лаасфе.

## Фамилия
Видекинд III фон Витгенщайн се жени сл. 15 октомври 1268 г. за Алайдис фон Арберг († сл. 1303), вдовица на Йохан II господар фон Хойзден († 15 октомври 1268), дъщеря на Хайнрих III фон Арберг, бургграф на Кьолн († 12 октомври 1255) и Мехтилд († сл. 1234). Те имат децата: 
- Зигфрид III († сл. 1 февруари 1359), граф на Витгенщайн, женен за Маргарета фон Шьонекен († 1361)
- Ида († 18 юни 1350), канонеса в Есен
- Хайнрих († сл. 20 януари 1347), каноник в Св. Апостелн 1313, домхер в Кьолн (1328 – 1347)
- Агнес († сл. 1317), абатиса в Есен и Ветер
- Ирмгард († 18 юни 1360), канонеса в Есен